# Amnesicoma paraundulosa
Amnesicoma paraundulosa là một loài bướm đêm trong họ Geometridae.